# Ray Matthews
Ray Matthews es un deportista australiano que compitió en judo. Ganó cuatro medallas en el Campeonato de Oceanía de Judo entre los años 1977 y 1994.

## Palmarés internacional
| Campeonato de Oceanía | Campeonato de Oceanía    | Campeonato de Oceanía | Campeonato de Oceanía |
| Año                   | Lugar                    | Medalla               | Categoría             |
| --------------------- | ------------------------ | --------------------- | --------------------- |
| 1977                  | Melbourne (Australia)    | Medalla de bronce     | –86 kg                |
| 1979                  | Rotorua (Nueva Zelanda)  | Medalla de bronce     | –95 kg                |
| 1985                  | Auckland (Nueva Zelanda) | Medalla de bronce     | +95 kg                |
| 1994                  | Sídney (Australia)       | Medalla de plata      | +95 kg                |